# 紐倫堡號輕巡洋艦
紐倫堡號輕巡洋艦（德語：Nürnberg）是威瑪國家海軍（後為納粹德國海軍）萊比錫級輕巡洋艦的二號艦，其姊妹艦為萊比錫號。本艦於1934年動工，同年12月間下水，隨後於1935年11月2日竣工；其主要武裝為九門裝載於三個三聯裝炮塔中的150毫米艦炮，最大速度為32節（59每小時；37英里每小時）。紐倫堡號是納粹德國海軍中服役時間最長的軍艦，同時也是唯一一艘持續服役至第二次世界大戰結束後的德國巡洋艦。
1930年代晚期，紐倫堡號參與了西班牙內戰中的非干涉巡邏行動。1939年9月第二次世界大戰爆發，本艦奉命在德國沿海布置水雷，隨後又多次護衛德軍佈雷艇前往北海；1939年12月，本艦在執行護衛任務時遭英軍潛艇以魚雷重創。此後除1942年11月至隔年4月間曾短暫奉派至挪威執行任務外，紐倫堡號在餘下的戰爭中基本均作為訓練艦使用。1945年1月，本艦奉命前往斯卡格拉克海峽執行佈雷任務，但油料的嚴重短缺使本艦僅執行該一次任務後便無法再出航。
戰爭結束後，紐倫堡號遭英國皇家海軍俘虜，最終作為戰爭賠償移交予蘇聯。1945年12月，蘇聯海軍人員接收艦隻，並於次月將之移往塔林，同時更名為馬卡洛夫海軍上將號（Адмирал Макаров）。本艦先是服役於蘇聯海軍第八艦隊，隨後又移往克隆斯塔轉作訓練艦使用。1960年，本艦拆解。

## 設計

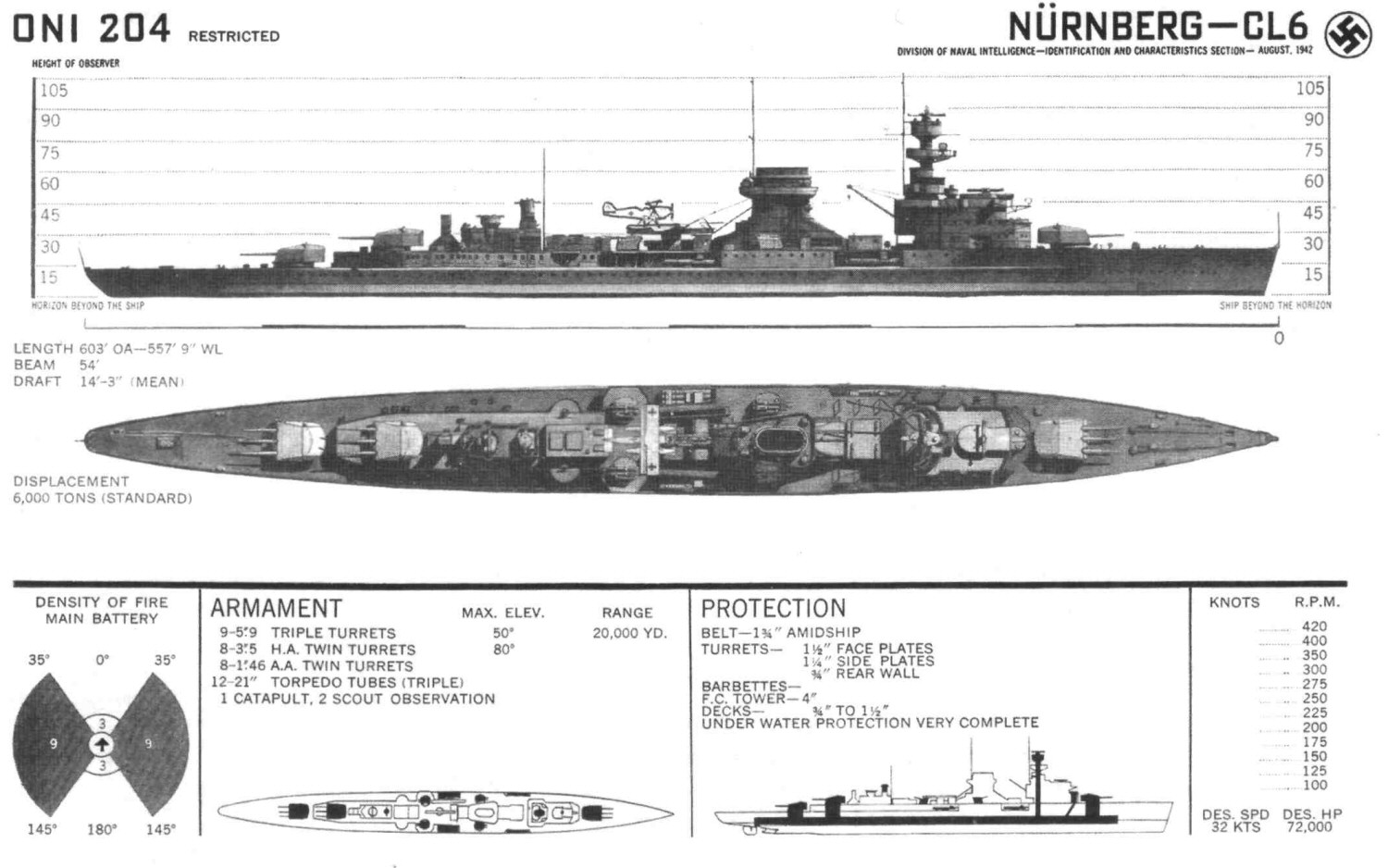
紐倫堡號的敵我辨識圖。

紐倫堡號全長181.3（595英尺），艦體寬16.3米（53英尺），最大吃水深度為5.74米（18.8英尺），滿載排水量則為9,040公噸（8,900長噸；9,960短噸）。本艦的推進系統包含兩具蒸汽渦輪發動機與四具MAN七汽缸二行程往復式柴油引擎；渦輪發動機運作所需的蒸氣則由六具雙端型重油專燒鍋爐燃燒提供。本艦的最大速度可達32節（59每小時；37英里每小時）；在僅以柴油引擎供給動力時本艦可以以10節（19每小時；12英里每小時）的速度航行3,900海里（7,200；4,500英里）。本艦的乘員編制為25名軍官與648名水兵。此外，艦上亦配有兩架亨克爾He 60水上偵察機（稍後改為兩架Ar 196水上侦察机）以及相應的艦載機彈射器與回收吊臂。
紐倫堡號的主要武裝為九門裝載於三個三聯裝炮塔中的SK C/25 150毫米艦炮，一具炮塔置於艦艏，另外兩具則以超射式佈局沿中軸線置於艦艉。主炮的載彈量介於1,080發與1,500發之間，亦即每門炮可配發120發至166發炮彈。艦上亦搭載了八門SK C/32 88毫米防空炮、八門SK C/30 37毫米防空炮與數門Flak 30 20毫米防空炮；其中20毫米防空炮的數量在本艦的服役生涯中曾多次更動。本艦艦身中段的左右舷側各裝有兩組三聯裝魚雷發射管；艦上共可搭載24枚500毫米魚雷，另可攜帶120枚水雷。本艦的裝甲厚30毫米，水線裝甲帶厚50毫米，而司令塔處的裝甲則厚達100毫米。

### 改裝
第二次世界大戰爆發後，本艦加裝了退磁線圈以抵禦磁性水雷的攻擊。1942年，艦上的艦載機相關設備與後方的兩組魚雷發射管均遭移除。戰爭期間，紐倫堡號的雷達系統曾多次獲得升級：1941年3月，艦上安裝了FuMO 21型雷達；1942年上半年又加裝了一具FuMO 25型雷達。FuMO 25型雷達的主要功能為在近距離內搜索海面目標與低飛的飛機。FuMO 21型雷達最終被FuMO 63 50公厘短程雷達所取代。紐倫堡號上亦裝有四部美托雷達預警接收器。
戰爭期間，紐倫堡號的防空火力亦不斷獲得提升。1942年下半年，艦上增設了兩組陸軍版本的Flak 30 20毫米四聯裝防空炮炮組，一組安裝於艦橋上，另一組則置於後方近艦身一側的炮塔上。1944年5月，海軍提議在艦上加裝若干門波佛斯40毫米防空炮，但由於多數的40毫米防空炮均被挪作他用，因此最終艦上僅加裝了兩門此種火炮；其中一門置於艦橋上，另一門則安裝於原先艦載機彈射器的所在位置。此外，艦上還加裝了兩組海軍版本的Flak 30 20毫米防空炮；其中一組取代原先置於炮塔上的陸軍版本炮組，另一組則安裝於防空火力導引儀前方。至於陸軍版本的20毫米防空炮炮組則移往主甲板上安置。1944年12月，海軍又提出另一項應急的防空火力升級計畫，提議加裝八門新型的FlaK 43 37毫米防空炮、兩組20毫米防空炮組與10組20毫米雙聯裝防空炮；但資源的嚴重短缺使這項提案最終未獲實現。

## 服役歷史

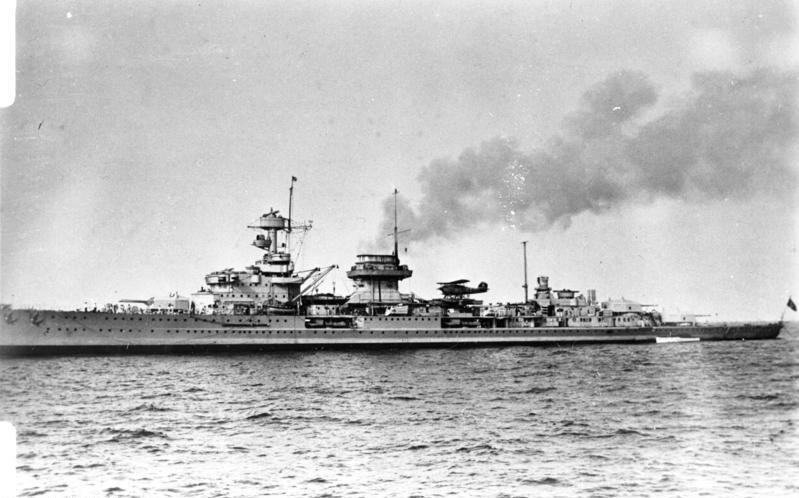
戰爭爆發前的紐倫堡號。

紐倫堡號輕巡洋艦於1934年在基爾德意志造船廠動工，同年12月6日下水，並於不到一年內即完工；1935年11月2日正式服役。隨後本艦在波羅的海接受訓練至1936年4月為止，接著便與科隆號以及萊比錫號前往大西洋進行訓練巡航。與此同時，本艦獲指派為德國海軍偵察艦隊的旗艦。在結束巡航後，三艘巡洋艦再度返回波羅的海進行額外訓練。1936年，紐倫堡號於西班牙內戰期間在西班牙外海進行非武裝干涉巡邏；當時艦長為海軍少將赫爾曼·柏姆。此後紐倫堡號又在西班牙外海執行了數次巡邏任務，但從未真正參與戰事。1937年7月16日，紐倫堡號回報於巴利亞利群島遭不明潛艇攻擊。
1937年9月，紐倫堡號、施佩伯爵海軍上將號裝甲艦、德國號裝甲艦、萊比錫號輕巡洋艦、卡斯魯爾號輕巡洋艦以及數艘驅逐艦一同進行艦隊演訓。1938年的最初三個月內紐倫堡號均停留於波羅的海，接著便進港接受例行整裝。同年6月，本艦前往挪威進行訓練巡航，並於次月返回德國。8月間，本艦與其他數艘艦艇組成的艦隊在基爾接受納粹德國元首阿道夫·希特勒與來訪的匈牙利攝政王霍爾蒂·米克洛什的校閱。1939年3月，本艦連同其所屬艦隊前往接收甫遭兼併的梅梅爾。接著本艦又與施佩伯爵海軍上將號、萊比錫號以及科隆號前往地中海進行訓練巡航，並於中途停靠了西班牙的數個港口。同年5月返回德國後，紐倫堡號又再度回到波羅的海進行例行演訓。

### 第二次世界大戰
1939年9月1日，第二次世界大戰爆發，紐倫堡號奉命前往阻止波蘭海軍艦艇逃出波羅的海；儘管如此，仍有數艘波蘭驅逐艦與潛艇成功逃至英國。9月3日，紐倫堡號與其餘巡洋艦前往北海布設水雷以保護德國的海岸線。10月，本艦再度回到波羅的海進行訓練；次月本艦奉命護送驅逐艦前往英國外海布置水雷。12月4日至6日間，紐倫堡號被派往挪威克里斯蒂安桑外海佈雷。

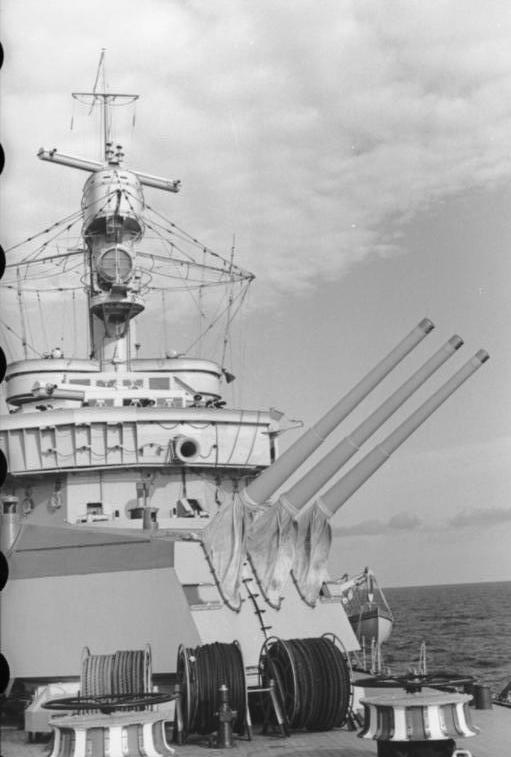
紐倫堡號的前炮塔，攝於1940年9月。

12月3日，本艦在護送數艘驅逐艦自英國外海返航時遭英國皇家海軍所屬的鮭魚號潛艇以魚雷攻擊，其中兩枚魚雷朝紐倫堡號襲來，迫使其急向左舷迴旋閃避。第一枚魚雷掠過艦艏，並未造成任何損傷；但第二枚魚雷卻正中艦艏。紐倫堡降速至12節（22每小時；14英里每小時）以便乘員檢視受損情況，但此時卻又有更多魚雷自左舷方向來襲，紐倫堡號遂立即加速至全速並向右舷旋轉；其中一枚魚雷在艦艉的波紋中引爆，震波導致艦身些微進水，並受有小部分損傷，但整體而言水密隔艙的受損情況十分有限。德軍乘組員隨後發現鮭魚號潛艇的蹤跡，並以最後側的炮塔向其開火，但未收效。紐倫堡號隨後全程以18節（33每小時；21英里每小時）的速度駛返港口。次日，另一艘英軍潛艇烏蘇拉號亦曾在紐倫堡號駛入基爾運河前試圖攻擊本艦，但未成功。返抵基爾後，紐倫堡號進入德意志造船廠的乾船塢接受修理，直至1940年4月為止。
1940年6月上旬，紐倫堡號的艦長奧托·克魯伯（Otto Klüber）被告知本艦將不會參與由格奈森瑙號戰艦與沙恩霍斯特號戰艦所主導的戰略攻勢「朱諾作戰」。本艦於6月10日在數艘魚雷艇的護衛下離開基爾前往挪威。6月12日，魚雷艇前往斯塔萬格補給燃油；與此同時紐倫堡號則以27節（50每小時；31英里每小時）的速度以Z字型航線前進以避免遭可能潛伏於海中的敵軍潛艇攻擊。翌日，第二掃雷艦隊在特隆赫姆接手護衛紐倫堡號的任務。6月15日，紐倫堡號抵達納爾維克，並在接下來的一個月內均以此港為基地。在此期間內，艦上所屬的一架Ar 196水上侦察机曾對一艘英軍潛艇展開攻擊，但並無收穫，而這也是本艦在挪威執行的唯一一次行動。7月25日，紐倫堡號連同數艘驅逐艦與魚雷艇護送遭英軍潛艇擊中受損的格奈森瑙號戰艦自特隆赫姆返回基爾，並於3日後抵達。
8月8日，里歐·克萊施（Leo Kreisch）接替克魯伯成為本艦艦長，並在波羅的海度過1940年的餘下時間。1940年10月至11月間本艦曾短暫返回德意志造船廠接受改裝。1941年2月15日，本艦被重新歸類為訓練巡洋艦，同時與其他數艘輕巡洋艦一同被編入訓練艦隊。這些艦艇主要用於訓練因大西洋海戰的白熱化因而造成數量急遽增加的U艇乘員。訓練期間，亦有許多紐倫堡號自身的船員被調入U艇艦隊服役。1941年6月德國發動巴巴羅薩作戰入侵蘇聯時，紐倫堡號被重新編入以新的鐵必制號戰艦為首艦的波羅的海艦隊。不過由於蘇聯波羅的海艦隊無意發動攻擊，德國艦隊遂遭解散。紐倫堡號重回訓練崗位至1941年年底為止。1942年1月，本艦再度接受改裝，其艦載機相關設備與後魚雷發射組均遭移除，取而代之的是大量的輕型防空炮組。盟軍的空中攻擊對本艦造成了部分損傷，也致使本艦遲至同年8月23日才得以返回崗位。

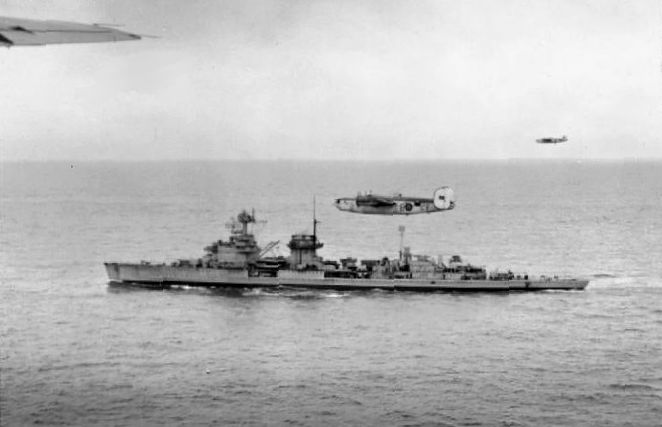
1945年5月，由英國皇家空軍海岸司令部所屬的B-24轟炸機護衛的紐倫堡號。

隨後紐倫堡號接受了一連串測試，並於10月被派往挪威。11月11日，紐倫堡號駛離哥騰哈芬，前往特隆赫姆，並於11月18日抵達，隨後便持續滯留於該地直至其於12月2日被派往柏根灣為止。紐倫堡號接著再次被編入由鐵必制號戰艦領軍的艦隊，且至翌年4月為止均無參與任何行動。1943年4月27日，紐倫堡號離開柏根灣返回德國，隨後於5月3日抵達基爾接受動力裝置的整修保養。5月下旬保修工作完成後，本艦再度被編入位於波羅的海的訓練艦隊。由於乘組員更替頻仍，紐倫堡號的戰鬥準備程度始終非常低。1944年一整年，本艦均無參與任何行動，亦無如其他訓練艦隊的所屬艦艇一般為東線戰場上的德軍提供火力支援。
1945年上半年，本艦受命前往斯卡格拉克海峽佈署水雷。隨同紐倫堡號一同前往布雷的還有兩艘驅逐艦、兩艘魚雷艇與一艘佈雷艇；紐倫堡號自身攜帶了130枚水雷。1月24日，本艦前往丹麥哥本哈根，並由於艦上僅存270長噸（270公噸）的燃料而無法移動，遂滯留於該地至戰爭結束。1945年5月5日，紐倫堡號接獲停火命令，並於5月22日由英軍所屬的黛朵號輕巡洋艦與德文夏爾號重巡洋艦接管。

### 戰後服役

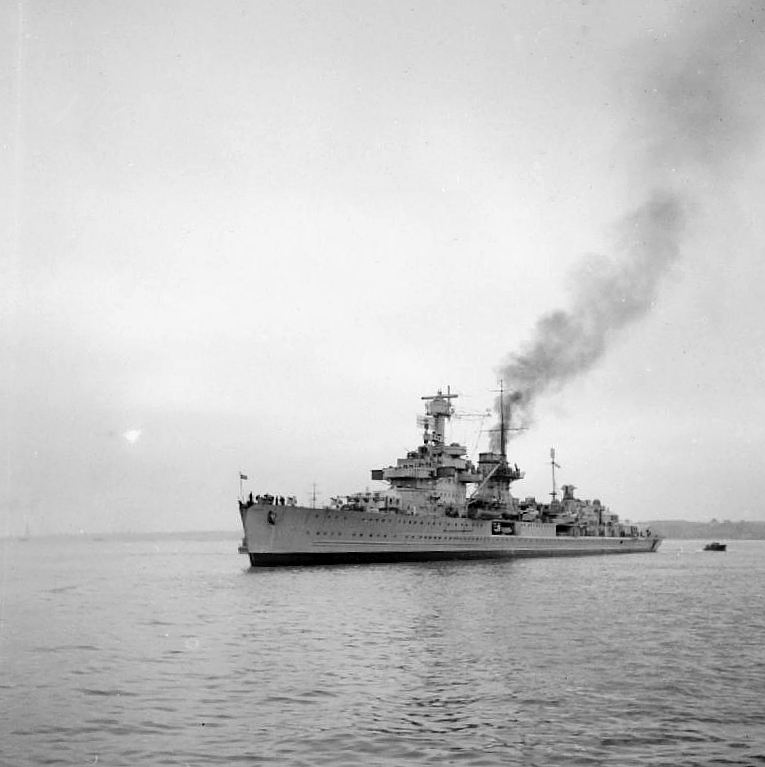
1946年，已移交蘇聯海軍的紐倫堡號。

5月24日，紐倫堡號與歐根親王號重巡洋艦在黛朵號、德文夏爾號與其他數艘軍艦的護送下自哥本哈根起程，前往德國北部的港口威廉港，並於5月28日抵達；德軍艦艇均停泊於該地等待波茨坦會議決定其命運。盟軍最終決定將紐倫堡號作為獎勵贈予蘇聯。為避免德軍重蹈1919年的覆轍並鑿沉自己的船艦，盟軍於12月19日正式接管艦艇；此時紐倫堡號正停放於乾船塢中。蘇聯官兵於同日登艦。1月2日，蘇聯接收紐倫堡號與其他獎勵艦，並將所有艦艇移往今日位於拉脫維亞境內的利包。
抵達利包後，蘇聯海軍對紐倫堡號進行了仔細的檢驗。本艦隨後更名為「馬卡洛夫海軍上將號輕巡洋艦」，並被編入位於塔林的第八艦隊。1948年下半年，本艦成為第八艦隊的旗艦，並由海軍中將費尤多·佐速利亞指揮。1950年代早期，三艘新型的夏伯陽級巡洋艦投入服役；這促使蘇聯海軍解除馬卡洛夫海軍上將號的第一線戰備任務，並於1954年中旬再度作為訓練巡洋艦使用。此段期間，本艦多數的輕型防空武裝均遭移除，並加裝了數具新型雷達。本艦的最終命運目前仍為未知；據官方資料表示本艦於1959年5月退役，隨後於一段時間後（可能為1960年代中期）遭到拆解。儘管如此，本艦仍然是納粹德國海軍中服役時間最長的軍艦，同時也是唯一一艘持續服役至戰後的德國軍艦。

### 引用
1. 1 2 3  Gröner, p. 122
2. 1 2  Gardiner & Chesneau, p. 231
3. 1 2  Whitley, No. 1, p. 235
4. ↑  Gröner, p. 120
5. ↑  Whitley, p. 40
6. ↑  Whitley, p. 236
7. ↑  Whitley, No. 1, pp. 236–238
8. ↑  Whitley, p. 238
9. 1 2 3 4  Williamson, p. 41
10. 1 2 3 4 5  Whitley, No. 2, p. 250
11. ↑  Rohwer, p. 10
12. 1 2  Rohwer, pp. 10–11
13. ↑  Whitley, No. 2, p. 251
14. ↑  Williamson, p. 42
15. ↑  Whitley, pp. 251–252
16. 1 2 3  Whitley, p. 252
17. ↑  Rohwer, p. 34
18. 1 2 3  Whitley, p. 253
19. 1 2 3  Whitley, p. 254
20. ↑  Gröner, p. 176
21. ↑  Whitley, p. 255

### 圖書
- Gardiner, Robert; Chesneau, Roger (编). . Annapolis, MD: Naval Institute Press. 1980. ISBN 0-87021-913-8.
- Gröner, Erich. . Annapolis, MD: Naval Institute Press. 1990. ISBN 0-87021-790-9.
- Rohwer, Jürgen.  Third Revised. Annapolis, MD: Naval Institute Press. 2005. ISBN 1-59114-119-2.
- Williamson, Gordon. . Oxford, UK: Osprey Publishing. 2003. ISBN 1-84176-503-1.
- Whitley, M. J. . Warship (London, UK: Conway Maritime Press). 1983, VI (23): 234–238. OCLC 328800457.
- Whitley, M. J. . Warship (London, UK: Conway Maritime Press). 1983, VI (24): 250–255. OCLC 328800457.